# Estanque Ternópil
Estanque Ternópil (ucraniano: Тернопільський став, conocido como lago Komsomol antes de 1992) es un lago artificial (estanque) en Ternópil, Ucrania. Fue creado en 1548 por Jan Amor Tarnowski como un eslabón en una cadena de fortificaciones que rodeaban su residencia, el castillo de Tarnópol. En el siglo XVI el lago se extendía a lo largo de 7 arriba hasta la alta presa llevando la autopista de Lviv.
El estanque, anteriormente conocido por sus pesquerías, se ha encenagado hasta mediados del siglo XX y aún resultó más dañado durante la Segunda Guerra Mundial. Fue reconstruido y aumentado en 1952 para incluir una red de marismas que limitan con el río Seret. Hay una antigua motonave soviética que aún opera en el estanque. Una versión local del Jet d'Eau se inauguró en 1975.